# Galo dos ventos

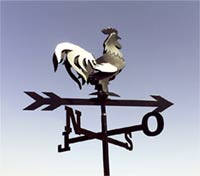

O Galo dos Ventos é um Catavento que combina uma figura de Galo e uma Rosa dos Ventos simplificada, Impulsionado pelo vento indica a direção do vento incidente.
É encontrado principalmente no alto de igrejas, torres de sino e torres de vigia desde o inicio da Idade Média até os tempos atuais.
O Galo, desde tempos ancestrais é conhecido como profeta do tempo, acreditavam os antigos que seu canto afugentava os maus espíritos e as calamidades.
O Galo pode representar diferentes conceitos e ideias, conforme as culturas e as crenças:
- símbolo solar, mensageiro do sol e do dia;
- símbolo de virilidade, de espírito independente e de bravura;
- símbolo religioso para cristãos (a Missa do Galo) e muçulmanos;
- símbolo de vida e mensageiro dos deuses em rituais pagãos;
Outro Galo famoso, o lendário Galo de Barcelos presumidamente é oriundo de uma representação do Galo dos Ventos que culminava nas igrejas da região.
Num estudo redigido em 1899, Rocha Peixoto (As olarias de Prado, in Portugália, Tomo I, Fasc 2, Porto 1900 (reimpresso nos Cadernos de Etnografia do Museu de Olaria, Barcelos 1966) aborda os temas inspiradores do Galo, afirmando:
O gallo, porém, excede em número e em variedade todas as espécies de fauna. É a melhor tratada em nobresa de porte, em insistência de detalhes, em apuro final de modelado. Na impressão que as aves exercem destaca-se a que produz esta, visivelmente pelos costumes dominadores e másculos. Altivo e magestoso, vigilante e cupid(íne)o, todo o povo o celebra, em contos, em superstições, em cantares. (...) Foi elle quem affirmou a divindade de Jesus quando os apóstolos, à mesa, duvidavam; é elle quem se antecipa a annunciar as alvoradas. E grande ainda é o seu poder sobre as entidades maléficas das trevas, já celebrado nos hymnos da Egreja e nos cantos populares, antigo e extenso na symbólica grega, por exemplo, (e) no Avestá em que o canto do gallo obriga os demónios a fugir, desperta a aurora e faz erguer os homens.

Na visão cristã ocidental, O Galo é muito ligado à tradições natalinas, lembra ao clero para manter a vigilância e rememora o arrependimento de São Pedro ao negar O Cristo. Conta-se que a primeira vez que um Galo cantou à Meia Noite foi exatamente na noite em que nasceu Jesus Cristo, num pequeno curral nos arredores de Belém à meia noite. A Missa do Galo teve origem na província espanhola de Toledo por volta do ano 400.
Cada lavrador levava de casa um galo para a igreja, matavam-no e davam aos pobres para o seu almoço de Natal ficar um pouco melhor. Em algumas aldeias espanholas e portuguesas ainda hoje leva-se um galo vivo para a igreja para cantar durante a Missa do Galo, que marca o inicio do Natal.